# Atletica leggera ai Giochi della XXXII Olimpiade - Eptathlon

Video ufficiale della Finale

Ai Giochi della XXXII Olimpiade l'eptathlon si è svolto nei giorni 4 e 5 agosto 2021 presso lo Stadio nazionale di Tokyo.

## Presenze ed assenze delle campionesse in carica
| Competizione           | Atleta              | Prestazione |            |
| ---------------------- | ------------------- | ----------- | ---------- |
| Olimpiadi 2016         | Nafissatou Thiam    | 6 810 p.    | Presente   |
| Commonwealth 2018      | K. Johnson-Thompson | 6 255 p.    | Presente   |
| Europei 2018           | Nafissatou Thiam    | 6 816 p.    | Presente   |
| Panamericani 2019      | Adriana Rodríguez   | 6 113 p.    | Squalif.   |
| Mondiali 2019          | K. Johnson-Thompson | 6 981 p.    | Presente   |
|                        |                     |             |            |
| Mondiali under 20 2018 | Niamh Emerson       | 6 253 p.    | Non selez. |

1. ↑  Sotto la bandiera della Gran Bretagna.

Graduatoria mondiale
In base alla classifica della Federazione mondiale, le migliori atlete iscritte alla gara erano le seguenti:
| Pos. | Atleta              | Punti | Note |
| ---- | ------------------- | ----- | ---- |
| 1    | K. Johnson-Thompson | 1442  |      |
| 2    | Nafissatou Thiam    | 1397  |      |
| 3    | Verena Preiner      | 1350  |      |

## La gara
Si attende un duello tra Katarina Johnson-Thompson (Gran Bretagna), campionessa del mondo e Nafissatou Thiam (Belgio), campionessa olimpica.

Al termine della prima giornata la classifica vede in testa Noor Vidts (Belgio), seguita da Anouk Vetter (Paesi Bassi). Nella quarta prova, i 200 metri, la Johnson-Thompson accusa uno strappo al polpaccio destro ed è costretta al ritiro.

Nella seconda giornata Nafissatou Thiam prende la testa della classifica con il Salto in lungo e stacca le avversarie alla sesta prova, il giavellotto. Vince con 102 punti sulla seconda, Anouk Vetter che, con 6691 punti, stabilisce il nuovo record nazionale. Terza è un'altra olandese, Emma Oosterwegel, che ha avuto un andamento costante senza sbagliare mai una gara. Curiosamente, tutte le prime quattro classificate provengono da due soli paesi: Belgio e Olanda.
Nafissatou Thiam ottiene il punteggio più alto della gara in tre prove: Salto in alto (1,92 metri), Salto in lungo (6,60 m) e Lancio del giavellotto (54,68 m). La belga è la seconda atleta a vincere due volte l'Eptathlon alle Olimpiadi, dopo Jackie Joyner, campionessa nel 1988 e nel 1992.

## Risultati

### Tutte le prove
- Il punteggio più alto ottenuto in ciascuna prova.[3]

| Pos.    | Atleta                    | Nazione       | Totale | Prove             | 100h       | Alto        | Peso        | 200m       | Lungo       | Giavell.    | 800m        |
| ------- | ------------------------- | ------------- | ------ | ----------------- | ---------- | ----------- | ----------- | ---------- | ----------- | ----------- | ----------- |
| Oro     | Nafissatou Thiam          | Belgio        | 6791   | Punti Prestazione | 1044 13"54 | 1132 1,92 m | 849 14,82 m | 896 24"90  | 1040 6,60 m | 951 54,68 m | 879 2'15"98 |
| Argento | Anouk Vetter              | Paesi Bassi   | 6689   | Punti Prestazione | 1111 13"09 | 978 1,80 m  | 880 15,29 m | 999 23"81  | 997 6,47 m  | 883 51,20 m | 841 2'18"72 |
| Bronzo  | Emma Oosterwegel          | Paesi Bassi   | 6590   | Punti Prestazione | 1071 13"36 | 978 1,80 m  | 746 13,28 m | 957 24"25  | 940 6,29 m  | 949 54,60 m | 949 2'11"09 |
| 4       | Noor Vidts                | Belgio        | 6571   | Punti Prestazione | 1099 13"17 | 1016 1,83 m | 816 14,33 m | 1010 23"70 | 949 6,32 m  | 702 41,80 m | 979 2'09"05 |
| 5       | Kendell Williams          | Stati Uniti   | 6508   | Punti Prestazione | 1129 12"97 | 978 1,80 m  | 688 12,41 m | 981 24"00  | 1030 6,57 m | 836 48,78 m | 866 2'16"91 |
| 6       | Annie Kunz                | Stati Uniti   | 6420   | Punti Prestazione | 1052 13"49 | 978 1,80 m  | 871 15,15 m | 969 24"12  | 949 6,32 m  | 721 42,77 m | 880 2'15"93 |
| 7       | Carolin Schäfer           | Germania      | 6419   | Punti Prestazione | 1081 13"29 | 978 1,80 m  | 793 13,99 m | 949 24"33  | 783 5,78 m  | 940 54,10 m | 895 2'14"82 |
| 8       | Ivona Dadic               | Austria       | 6403   | Punti Prestazione | 1034 13"61 | 1016 1,83 m | 801 14,10 m | 949 24"33  | 883 6,11 m  | 829 48,40 m | 891 2'15"10 |
| 9       | Erica Bougard             | Stati Uniti   | 6379   | Punti Prestazione | 1103 13"14 | 1054 1,86 m | 707 12,69 m | 973 24"08  | 868 6,06 m  | 794 46,60 m | 880 2'15"92 |
| 10      | Zheng Ninali              | Cina          | 6318   | Punti Prestazione | 1084 13"27 | 978 1,80 m  | 764 13,55 m | 928 24"56  | 887 6,12 m  | 717 42,60 m | 960 2'10"35 |
| 11      | Verena Preiner            | Austria       | 6310   | Punti Prestazione | 1028 13"65 | 941 1,77 m  | 767 13,59 m | 929 24"55  | 887 6,12 m  | 763 44,95 m | 995 2'07"92 |
| 12      | Ekaterina Voronina        | Uzbekistan    | 6298   | Punti Prestazione | 952 14"19  | 941 1,77 m  | 778 13,76 m | 917 24"67  | 883 6,11 m  | 858 49,88 m | 969 2'09"73 |
| 13      | Xénia Krizsán             | Ungheria      | 6295   | Punti Prestazione | 1039 13"58 | 903 1,74 m  | 779 13,78 m | 890 24"96  | 813 5,88 m  | 872 50,59 m | 999 2'07"65 |
| 14      | Evelis Aguilar            | Colombia      | 6214   | Punti Prestazione | 994 13"89  | 830 1,68 m  | 755 13,42 m | 976 24"05  | 940 6,29 m  | 761 44,85 m | 958 2'10"45 |
| 15      | Odile Ahouanwanou         | Benin         | 6186   | Punti Prestazione | 1078 13"31 | 903 1,74 m  | 891 15,45 m | 995 23"85  | 871 6,07 m  | 743 43,96 m | 705 2'29"05 |
| 16      | Adrianna Sułek            | Polonia       | 6164   | Punti Prestazione | 1039 13"58 | 1016 1,83 m | 714 12,80 m | 965 24"16  | 828 5,93 m  | 607 36,84 m | 995 2'07"92 |
| 17      | Maria Huntington          | Finlandia     | 6135   | Punti Prestazione | 1094 13"20 | 978 1,80 m  | 694 12,49 m | 933 24"50  | 880 6,10 m  | 723 42,91 m | 833 2'19"28 |
| 18      | María Vicente             | Spagna        | 6117   | Punti Prestazione | 1059 13"44 | 941 1,77 m  | 707 12,70 m | 1029 23"50 | 905 6,18 m  | 611 37,04 m | 865 2'16"99 |
| 19      | Vanessa Grimm             | Germania      | 6114   | Punti Prestazione | 995 13"88  | 941 1,77 m  | 829 14,52 m | 884 25"03  | 831 5,94 m  | 759 44,75 m | 875 2'16"27 |
| 20      | Georgia Ellenwood         | Canada        | 6077   | Punti Prestazione | 1055 13"47 | 1016 1,83 m | 687 12,39 m | 932 24"51  | 807 5,86 m  | 746 44,11 m | 834 2'19"21 |
|         | Nadine Broersen           | Paesi Bassi   | dnf    | Punti Prestazione | 1015 13"74 | 978 1,80 m  | 827 14,50 m | 835 25"57  | dns         | dns         | dns         |
|         | Katarina Johnson-Thompson | Gran Bretagna | dnf    | Punti Prestazione | 1084 13"27 | 1054 1,86 m | 748 13,31 m | dq         | dns         | dns         | dns         |
|         | Marthe Koala              | Burkina Faso  | dnf    | Punti Prestazione | 1114 13"07 | 903 1,74 m  | 697 12,54 m | dns        | dns         | dns         | dns         |
|         | Yorgelis Rodríguez        | Cuba          | dnf    | Punti Prestazione | dnf        | dns         | dns         | dns        | dns         | dns         | dns         |